# 青山恭二
青山 恭二（あおやま きょうじ、本名：八下田 治滿（やげた はるみつ）、1937年〈昭和12年〉7月20日 - 2019年〈平成31年〉2月8日）は日本の元俳優。栃木県出身。

## 来歴・人物
1955年、中央大学文学部在籍中に東宝ニューフェイスに合格して映画界入り。
大学を中退して『朝霧』（監督：丸山誠治、1955年）でデビューした後、映画製作を再開した日活に移籍して、『東京の人 前後篇』（監督：西河克己、1956年）に出演した。
しかし、同年に『太陽の季節』が映画化されて、石原裕次郎がデビューを果たし、日活がアクション映画を主に量産する経営方針を執ったため、映画出演の活躍の幅が狭まってしまうという憂き目に見舞われる。車中で自殺未遂を起こす。
その後は小林旭の『渡り鳥』シリーズや『銀座旋風児』シリーズで助演をしたり、小杉勇監督による益田喜頓と親子を演じた『刑事物語』シリーズや1961年から1963年に渡り『機動捜査班』シリーズや『愛妻くん』などのテレビドラマに主演したが、日活B級アクション映画の主演やテレビドラマ出演から飛躍できずに芸能界を引退する。
その後は静岡県下田市の観光会社の専務として働いた。2009年には多年にわたる海上安全指導員としての貢献で海上保安庁長官表彰を受けている。

## 主な出演

### 映画
- 『東京の人 前後篇』（1956年、日活）
- 『乳母車』（1956年、日活） - 川又計介
- 『若ノ花物語　土俵の鬼』（1956年、日活）
- 『お転婆三人姉妹　踊る太陽』（1957年、日活） - 松本君
- 『孤獨の人』（1957年、日活）
- 『女子寮祭』（1957年、日活） - 津田一男
- 『ジャズ娘誕生』（1957年、日活） - 加藤義彦
- 『愛ちゃんはお嫁に』（1957年、日活）
- 『肉体の反抗』（1957年、日活） - その息子通雄
- 『白い夏』（1957年、日活） - 伊野澄男
- 『嵐を呼ぶ男』（1957年、日活） - 国分英次
- 『美しき不良少女』（1958年、日活） - 佐山秀夫
- 『夫婦百景』（1958年、日活） - 河内明
- 『明日は明日の風が吹く』（1958年、日活） - 松山三郎
- 『あン時ゃどしゃ降り』（1958年、日活）
- 『裸身の聖女』（1958年、日活）
- 『海女の岩礁』（1958年、日活）
- 『男のブルース』（1958年、日活）
- 『別れの燈台』（1958年、日活）
- 『続 夫婦百景』（1958年、日活）
- 『都会の怒号』（1958年、日活）
- 『単車で飛ばそう』（1959年、日活）
- 『青い国道』（1959年、日活）
- 『愛は空の果てへ』（1959年、日活）
- 『夜霧に消えたチャコ』（1959年、日活）
- 『若い豹のむれ』（1959年、日活） - 守屋信司
- 『かわいい女』（1959年、日活）
- 『汚れた顔』（1959年、日活）
- 『人形の歌』（1959年、日活）
- 『銀座旋風児』（1959年、日活）
- 『ギターを持った渡り鳥』（1959年、日活） - 安川
- 『泣かないで』（1959年、日活）
- 『銀座旋風児 黒幕は誰だ』（1959年、日活）
- 『銀座旋風児 目撃者は彼奴だ』（1960年、日活）
- 『拳銃無頼帖 不敵に笑う男』（1960年、日活） - 三島五郎
- 『銀座旋風児 嵐が俺を呼んでいる』（1961年、日活）
- 『二階堂卓也 銀座無頼帖 帰ってきた旋風児』（1962年、日活）

### テレビドラマ
- 『ここに人あり』 第8回「夜明けの歌」（1957年、NHK）
- 『一回だけの招待』（1957年、NTV）
- 『夫婦百景』 第20回「すれちがい夫婦」（1958年、NTV）
- 『愛妻くん アバンチュール旅行』（1966年、KRT）
- 『愛妻くん 奥様は大トラ』（1967年、KRT）
- 『愛妻くん 釣られた奥様』（1967年、KRT）
- 『若草物語』（1968年、MBS）
- 『日本剣客伝』 第4回「塚原卜伝」（1968年、NET）
- 『37階の男』 第14回「美女の敵は美女」（1968年、NTV）
- 『喧嘩太郎』第8回「嵐に向かって立つ」（1968年、MBS）

### その他のテレビ番組
- ジェスチャー（1961年3月28日、NHK） - 第361回、白組ゲスト ※DVD化されている。
- 完全特捜宣言!あなたに逢いたい!（テレビ朝日）